# Allium kossoricum
Allium kossoricum — вид трав'янистих рослин родини амарилісові (Amaryllidaceae), поширений у східній Туреччині й південному Закавказзі.

## Поширення
Поширений у східній Туреччині й південному Закавказзі.